# Phicol
Phicol, scritto anche Phichol (KJV) o Phikol (ebraico: פִיכֹל, che significa "grande"; latino: Phicol), era un capo militare filisteo.

## Biografia
Phicol era il capitano dell'esercito di Abimelech, il re filisteo di Gerar. Entrò in alleanza con Abramo con riferimento a un certo pozzo che, da questa circostanza, fu chiamato Be'er Sheva, "il pozzo del giuramento" (Genesi 21:22,32; 26:26).
Il Phicol menzionato nella Genesi 26:26 è in relazione ad un accordo tra Isacco e Abimelech, mentre il Phicol menzionato nella Genesi 21:22, 32 è in relazione ad un accordo tra Abramo e Abimelech. Pertanto, il nome Phicol può essere un omonimo tramandato attraverso una generazione o forse anche il nome di un titolo (entrambi sono indicati come "comandante dell'esercito"), come Abimelech.